# Erliquiosis canina
La erliquiosis canina es una enfermedad de los perros causada por la bacteria del género Ehrlichia llamada Ehrlichia canis. Se transmite por mordedura de garrapatas. La mejor forma de prevenir la enfermedad es a través de medidas de higiene que ayuden a evitar estos parásitos. Produce anemia, además de afectar a la médula ósea y al sistema inmunitario de los perros.

## Signos
- Cambios de comportamiento y ánimo.
- Letargo y falta de coordinación.
- Pérdida de peso por falta de apetito.
- Hemorragias espontáneas.
- Inflamación de las articulaciones, cerebro o ganglios.
- Problemas respiratorios.
- Uveítis.
- Mucosas pálidas.
- Fiebre.
- Epistaxis.
- Los dientes se oscurecen.

## Diagnóstico
Se diagnóstica con un examen de sangre. A la muestra de sangre se le puede aplicar tanto un hemograma como una prueba serológica para detectar la erliquiosis.

## Tratamiento
La erliquiosis puede llegar a ser fatal si no se trata de manera inmediata, y con seriedad. Tiene cura, se trata con antibióticos. Tras el tratamiento se deben repetir las pruebas de diagnóstico para cerciorarse de que la enfermedad ha desaparecido. Un antibiótico utilizado para tratarla es la doxiciclina, junto a un antiácido formulado por el veterinario para que no vomite el medicamento, además un antipirético para la fiebre. Tendrá que estar en tratamiento hasta que esté fuera de peligro.